# Famille de Caters
 (janvier 2021).
Si vous disposez d'ouvrages ou d'articles de référence ou si vous connaissez des sites web de qualité traitant du thème abordé ici, merci de compléter l'article en donnant les références utiles à sa vérifiabilité et en les liant à la section « Notes et références ».
Cette page explique l’histoire ou répertorie les différents membres de la famille de Caters.
La famille de Caters est une famille de la noblesse belge.

## Membres notables
- Willem Andreas de Caters (1773-1839), militaire, membre de la seconde Chambre des États généraux du royaume des Pays-Bas, maire d'Anvers
- Pierre Joseph de Caters (1769-1861), financier, maire de Berchem
- Le baron Constantin de Caters (1811-1884), banquier, président de la Commission provinciale d'agriculture, de la Société royale de zoologie et de la Société royale d'agriculture
- Le baron Amédée de Caters (1839-1899), président du tribunal de commerce d'Anvers, adminsitrateur du Canal de Suez et consul de Mecklembourg-Strelitz
- Le baron Ernest de Caters (1815-1876), gentleman-rider, membre fondateur de la Société des steeple-chases de France
- Marie de Caters (1854-1933), infirmière-major à la Société de secours aux blessés militaires durant la Première Guerre mondiale, fondatrice et présidente de l'Association mutuelle des infirmières et du Foyer des infirmières de la Croix-Rouge française, secrétaire général des Infirmières visiteuses de France, décoré de la Légion d'honneur
- Le baron Louis de Caters (1856-1932), sportif, écrivain et chroniqueur, propriétaire de haras
- Le baron Pierre de Caters (1875-1944), pilote automobile, aviateur et avionneur belge
- Christian de Caters (1900-1981), écrivain
- Adélaïde de Caters (ca) (1969), architecte

## Armes
Description : « D'azur, à trois chats effarouchés d'or, les deux premiers affrontés. Surmonté d'un heaume d'argent, grillé et liseré d'or, aux hachements et bourrelet d'or et d'azur. Cimier : un chat de l'écu issant. Timbré pour les titulaires de la couronne de baron, et supporté par deux léopards au naturel. » Devise : « Pro patria et urbe » d'azur, sur un listel d'or